# Карл Пей
Карл Пей, або Пей Ю (англ. Carl Pei, англ. Pei Yu, кит.: 裴宇; піньїнь: Péi Yǔ; нар. 11 вересня 1989) — шведський інтернет-підприємець китайського походження. У 2013 році разом із Пітом Лау він заснував компанію OnePlus і був директором OnePlus Global. Він залишив фірму в жовтні 2020 року, щоб заснувати нове підприємство під назвою Nothing.

## Раннє життя
Пей народився в 1989 році в Пекіні, Китай; незабаром сім'я переїхала до США, а потім до Швеції, де Пей виріс. У 2008 році він отримав ступінь бакалавра наук у Стокгольмській школі економіки, але покинув навчання в 2011 році, щоб працювати повний робочий день у китайській індустрії смартфонів.

## Кар'єра
Пей влаштувався у компанію Nokia у 2010 році та пропрацював там три місяці. Після Nokia фанатський вебсайт, який Пей створив про Meizu, привернув увагу гонконгського підрозділу цієї компанії, і Пей почав працювати в маркетинговій команді Meizu із 2011 року. У листопаді він приєднався до команди Oppo як менеджер з міжнародних ринків, де працював безпосередньо під керівництвом Піта Лау.

## OnePlus
Пей разом із Пітом Лау заснував OnePlus у Шеньчжені, провінція Гуандун, Китай, у грудні 2013 року. Їхній перший пристрій, OnePlus One, було продано близько мільйона одиниць у 2014 році, незважаючи на те, що планувалося продати лише 50 000. У липні 2015 року Пей представив OnePlus 2 за допомогою відео віртуальної реальності на YouTube. Вважається, що це була перша презентація продукту у віртуальній реальності, і станом на жовтень 2020 року це відео переглянули понад 296 000 разів. Після презентації OnePlus 3 у червні 2016 року Пей заявив, що це найпопулярніший смартфон компанії, виходячи з індексу підтримки споживача. Коли його запитали в листопаді 2016 року, Пей сказав, що причиною оновлення смартфону OnePlus лише через три місяці було те, що вони не хотіли чекати, щоб покращити апаратне забезпечення. Невдовзі після випуску в червні 2017 року Пей заявив, що OnePlus 5 став найшвидше продаваним пристроєм на сьогоднішній день.
Пей керував розробкою та маркетингом пристроїв OnePlus, поки не покинув компанію в жовтні 2020 року.

## Nothing

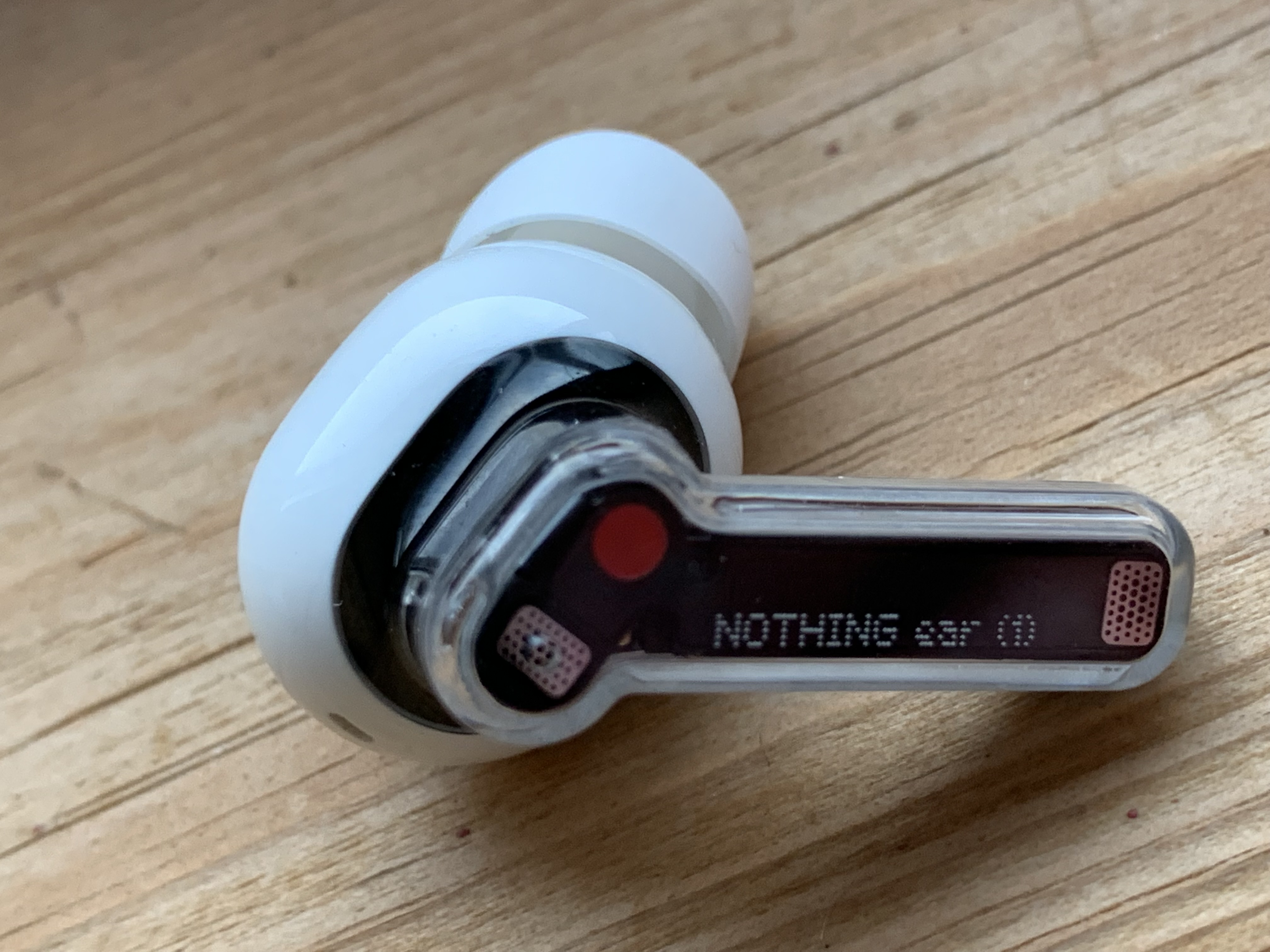
Nothing ear (1).

Після звільнення з OnePlus Пей оголосив про заснування компанії Nothing 27 січня 2021 року. За словами Пея, місія Nothing — усунути бар'єри між людьми та технологіями для створення бездоганного цифрового майбутнього. Компанія розташована в Лондоні та об'єднує низку відомих інвесторів, таких як винахідника iPod Тоні Фаделла, співзасновника Twitch Кевіна Ліна, генерального директора Reddit Стіва Гаффмана і ютубера Кейсі Нейстата. 25 лютого компанія оголосила шведську компанію Teenage Engineering партнером-засновником, головним чином відповідальним за естетику дизайну бренду та його продуктів.
Перший продукт Nothing — бездротові навушники «ear (1)» були випущені 27 липня 2021 року.
23 березня 2022 року компанія Nothing анонсувала свій перший смартфон під назвою «phone (1)», що був випущений влітку 2022 року.

## Публічність
У липні 2015 року в інтерв'ю газеті Волл-стріт джорнел про те, як створювався OnePlus, Пей заявив: «…ми переглянули всі телефони Android на ринку та не знайшли жодного телефону, який був би достатньо хорошим для нас самих». У 2014 і 2015 роках він сказав в інтервʼю газеті Нью-Йорк таймс і журналу Форбс, що «спочатку OnePlus не мала стати глобальною компанією. Основний акцент був зроблений на китайський ринок. … для команди глобальних ринків ми — група молодих людей без великого досвіду. Це було схоже на експеримент: „Гей, подивіться на глобальні ринки та подивіться, що станеться. Робіть все, що схочете.“ Ми називаємо нашу групу „Шеньчжень у нашій компанії“ або стартап у більшій компанії» та «Дуже скоро наші продажі за межами Китаю перевищать продажі в Китаї.»

## Нагороди
У квітні 2016 року Пей був включений до топ-100 маркетингового видання Marketing Week. У січні 2016 року він був включений до списку журналу Forbes 30 Under 30 () за його вплив у технологічній індустрії. У 2019 році він був включений до списку журналу Fortune Fortune 40 Under 40.